# 造礁サンゴ

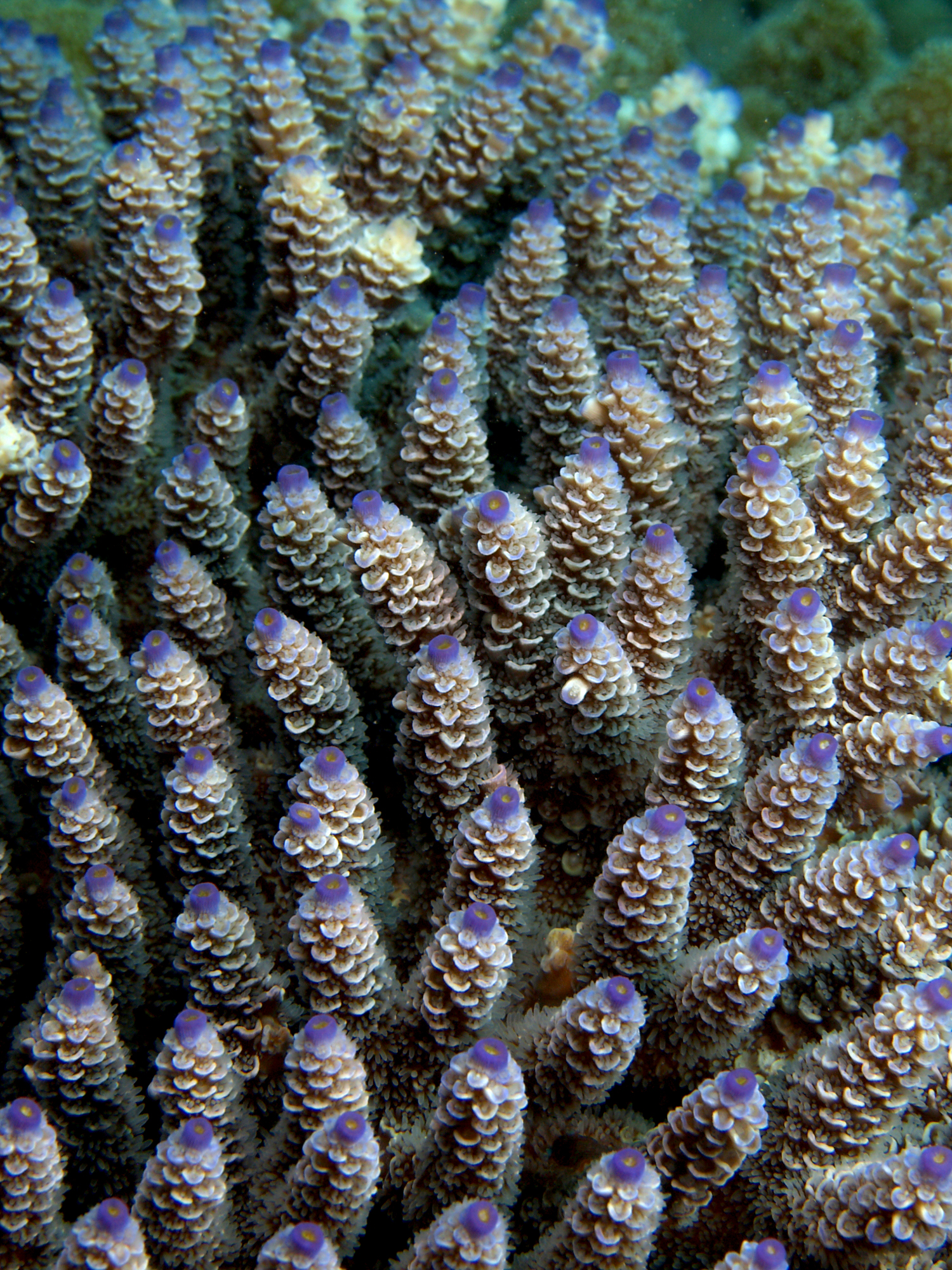
イシサンゴ目ミドリイシ科のサンゴ

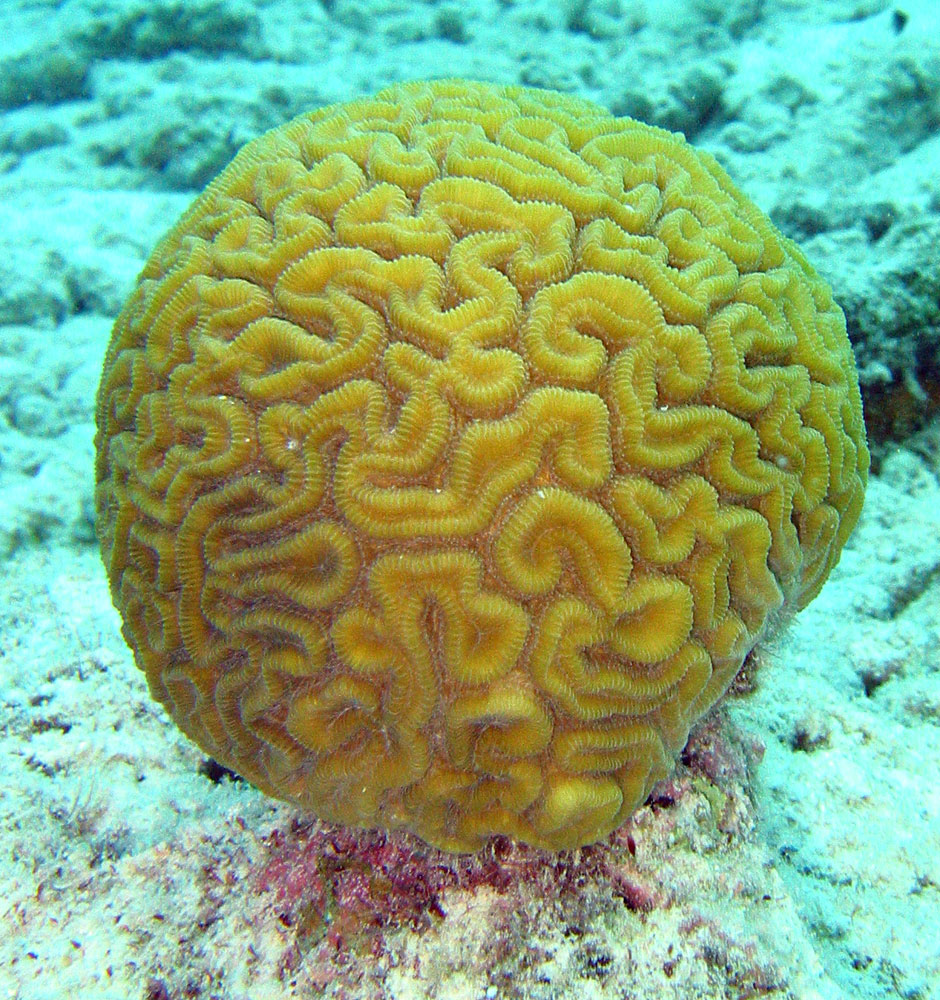
イシサンゴ目キクメイシ科のサンゴ

造礁サンゴ（ぞうしょうサンゴ）は、サンゴ礁を形成するサンゴである。石灰質の大規模な骨格を形成する。

## 分類上の位置
造礁サンゴは、分類上の名前ではなく、サンゴ礁の形成にかかわるサンゴをまとめて呼ぶものである。刺胞動物のうち、定着性で、骨格を発達させるものを広い意味でサンゴという。骨格には、石灰質や骨質など、その成分にも違いがある。このうち、石灰質の固まった骨格を持ち、ある程度以上の大きさの骨格に成長し、しかもその成長の早いものを造礁サンゴという。
造礁サンゴと言われるサンゴはいくつもの分類群にまたがっているが、大部分を占めるのは花虫綱六放サンゴ亜綱イシサンゴ目に属するものである。イシサンゴ目には世界で約100属、800種が存在する。他に、ヒドロ虫綱ヒドロサンゴ目のアナサンゴモドキ、八放サンゴ亜綱根生目のクダサンゴ、八放サンゴ亜綱共莢目のアオサンゴなども造礁サンゴである。
いずれの造礁サンゴも、体内に褐虫藻という藻類を共生させている。

## 生物的特徴
造礁サンゴはすべて刺胞動物なので、基本的には共通の性質が多くある。
サンゴの体はポリプといわれ、イソギンチャクを簡単にしたような姿をしている。イシサンゴ類では、触手は口の周囲にならぶ。触手ははじめ八本あり、成長に連れて倍増する。体は円筒形をしている。体内には体を仕切るように放射状に隔膜が入り込んでいる。隔膜の数は始めからある一次隔膜が八枚、その隙間に二次隔膜がはいる。このような構造は、骨格にも隔壁の形で反映される。和名にも使われている菊目石（きくめいし）の名は、骨格の表面に丸い個虫の形が見え、その中に、隔膜に対応して放射状に隔壁があるのを、菊の花に見立てたものである。なお、個虫を区別する壁が骨片にない場合もある。その場合、いくつもの個虫の放射状の隔壁がつながったような模様になり、列をなす個虫の列間に仕切りがあるものもある。造礁サンゴでも他の仲間では骨格の様子が違っている。
いずれも本体はイソギンチャクのように柔らかな体で、触手があり、そこに刺胞という、中に毒針が収められた袋を備える。それが他の生物などに触れると、収められた針が飛び出し、毒を注入する。多くのものは人体に害があるほどの毒ではないが、アナサンゴモドキなど、一部にかなり強い毒を持つものがあるので、注意を要する。刺胞動物一般と同じく、造礁サンゴ類も肉食であり、プランクトンなど微小な動物を触手で捕まえて食べる。多くの造礁サンゴは昼間は体を縮めており、夜間に触手を伸ばす。
ほとんどのものが無性生殖によって増殖して巨大な群体を形成する。単体であるものもわずかにある。また、群体の一部が、たとえば枝が折れるような具合に、一部が外れて、海水の流れによって移動し、新しい場所に根付くことで増殖することも知られている。有性生殖は、石サンゴ類では個々の虫が卵や精子を放出することで行なわれる。1年のある時期に同調的に行なわれることが多い。なお、アナサンゴモドキは有性世代としてクラゲを放出する。

## 骨格

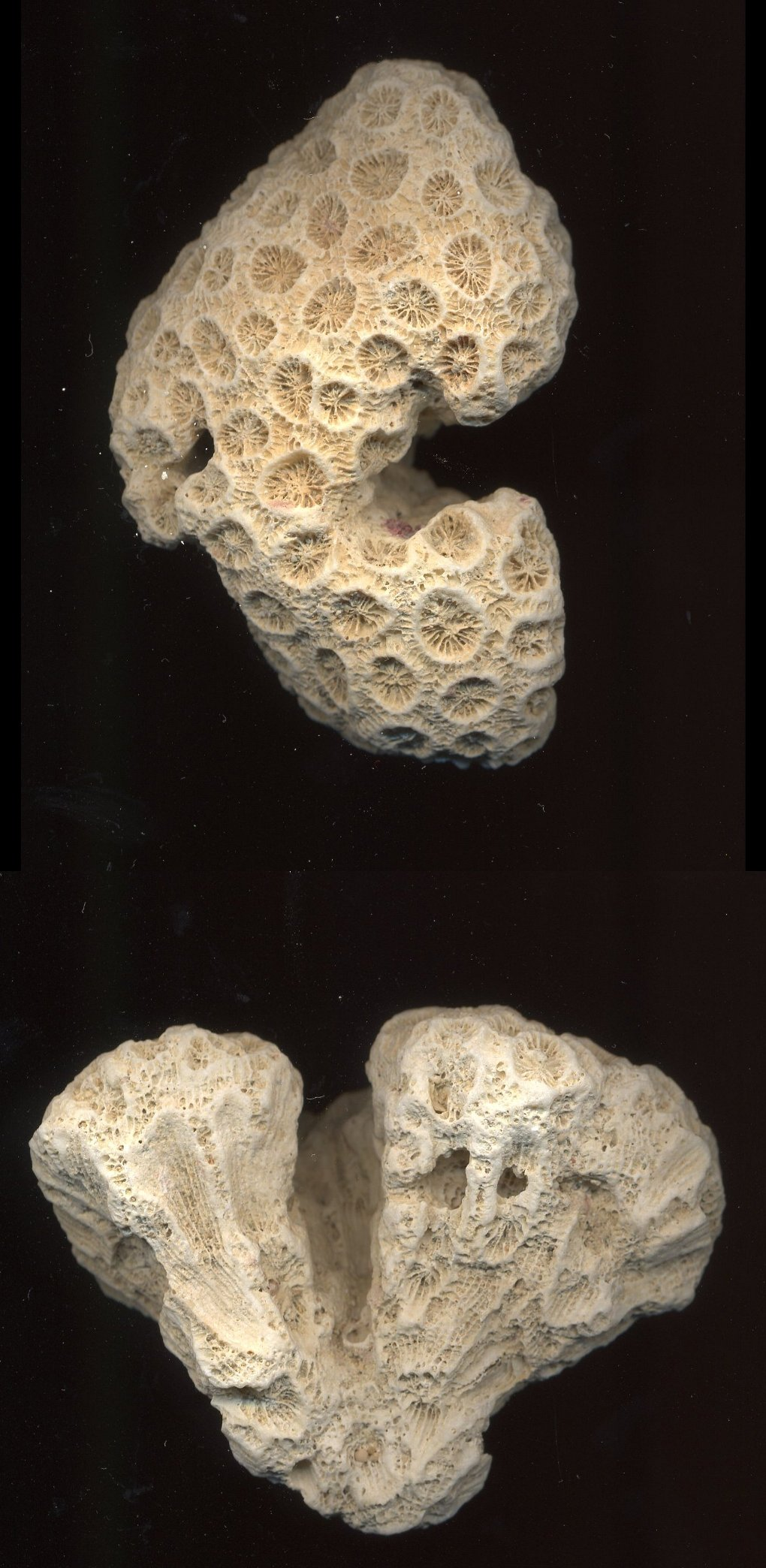
サンゴの骨格

サンゴの骨格は、石灰質（炭酸カルシウム）でできている。鉱物としてはアラレ石である。個体の入る部分はほぼ円形で、縦の断面を見れば筒状になっている。隣の個体の入る管との間は共骨とよばれ、そこを埋める組織は共肉といわれる。
サンゴの群体の形は平らに岩の上に張り付くもの、塊状、縦に並ぶ板状、枝状、水平に板が伸びるテーブル状など、さまざまである。種類によって決まってもいるが、同種であっても生育条件によって変化する。枝状のものでは、内海では枝が伸びて広がり、外海では短くまとまる傾向がある。俗にテーブルサンゴというのは、ミドリイシの仲間で、樹枝状の群体を作るものの枝の寸が詰ったものなので、平らな表面には細かく低い枝が一面に突き出しており、とてもテーブルには使えない。そのような種も、リーフの内側では樹枝状の群体となる場合もある。
なお、塊状の群体を作るものがごく浅いところに出ると、上面が海水から顔を出し、中央付近のサンゴが死ぬことがある。そうすると、その部分はくぼんで、周辺の生きた部分が、まるでごく小さな環礁のように見えることがある。これをマイクロアトールとよぶ。

## サンゴと褐虫藻
造礁サンゴは必ず褐虫藻と共生している。これは、偶然ではなく、石灰質の骨格の速い成長には、褐虫藻が必要であるためらしい。その理由は必ずしも明らかではないが、いくつかの説がある。たとえば、褐虫藻が光合成することで、サンゴの体内から二酸化炭素を奪うことが炭酸カルシウムの沈着を促進するとか、石灰質沈着を阻害するリン酸を褐虫藻が奪うためとか、石灰化の基質となる有機化合物を褐虫藻が生産するためとか、さまざまな説明がなされている。いずれにせよ、造礁サンゴであるためには、褐虫藻が共生することが不可欠であるらしく、造礁サンゴが浅い海にしか住めないのも、熱帯海域にしか生息しないのも、それと関わりがあると見られる。
なお、サンゴと共生藻類をまとめて考えた時、1日の光合成量と呼吸量を比べると、明らかに光合成量が多いという。すなわち、サンゴ礁の生態系において、サンゴは生産者の役割を果たしているといえる。

## サンゴの種間競争
造礁サンゴは、先に述べたように光合成によって栄養を得ている。そのため、光にあたらなければ生育できない。したがって、サンゴ礁のサンゴが一面に並んだ場所では、他のサンゴの陰に入ると生育できなくなり、地上の植物で他の植物に覆われた植物が枯れるように、サンゴの種間でも光に対する競争が生じる。水中では太陽光線が水に吸収されるため、むしろ地上より過酷でもある。
一般的には、枝を伸ばすようなサンゴは、塊状のサンゴの上に覆い被さるように伸びることができるので、有利であると考えられる。しかし、サンゴは肉食動物であり、他者を攻撃することが可能である。たとえば、塊状のサンゴの上に伸びた枝状のサンゴが、塊状サンゴの上だけは避けて伸び、枝状サンゴの伸びたコロニーの中に、窓を開けたように塊状サンゴが出ている例がある。これは、塊状のサンゴが樹枝状のサンゴを攻撃したことによって生じた現象である。
サンゴの群体同士が接触すると、その接触面で互いに攻撃を仕掛け、負けた方はその部分が死んでしまう。攻撃は触手を伸ばして刺胞で攻撃を仕掛けるほか、体内にある隔膜糸というものを伸ばして攻撃するものもある。隔膜糸にも刺胞がある。隔膜糸を用いた攻撃は1日程度の幅をもって行なわれる。ところが、攻撃を受けると、スィーパー触手といって、特別に長い触手を発達させ、それを伸ばして攻撃する種がある。このような種は、攻撃を受けた後、数週間かけてスィーパー触手を発達させ、反撃に出る。こちらの方が隔膜糸よりはるかに長いため、広い範囲にダメージを与え、場合によってはコロニー全体を殺すこともある。外に、ポリプそのものを長く伸ばす種も知られている。このように、それぞれに独特の攻撃法をもち、さまざまな条件で勝ち負けが変わるため、実際には野外でどれかの種が勝ち残って地域を独占するようなことは少なく、多くの種が共存している。

## サンゴの危機

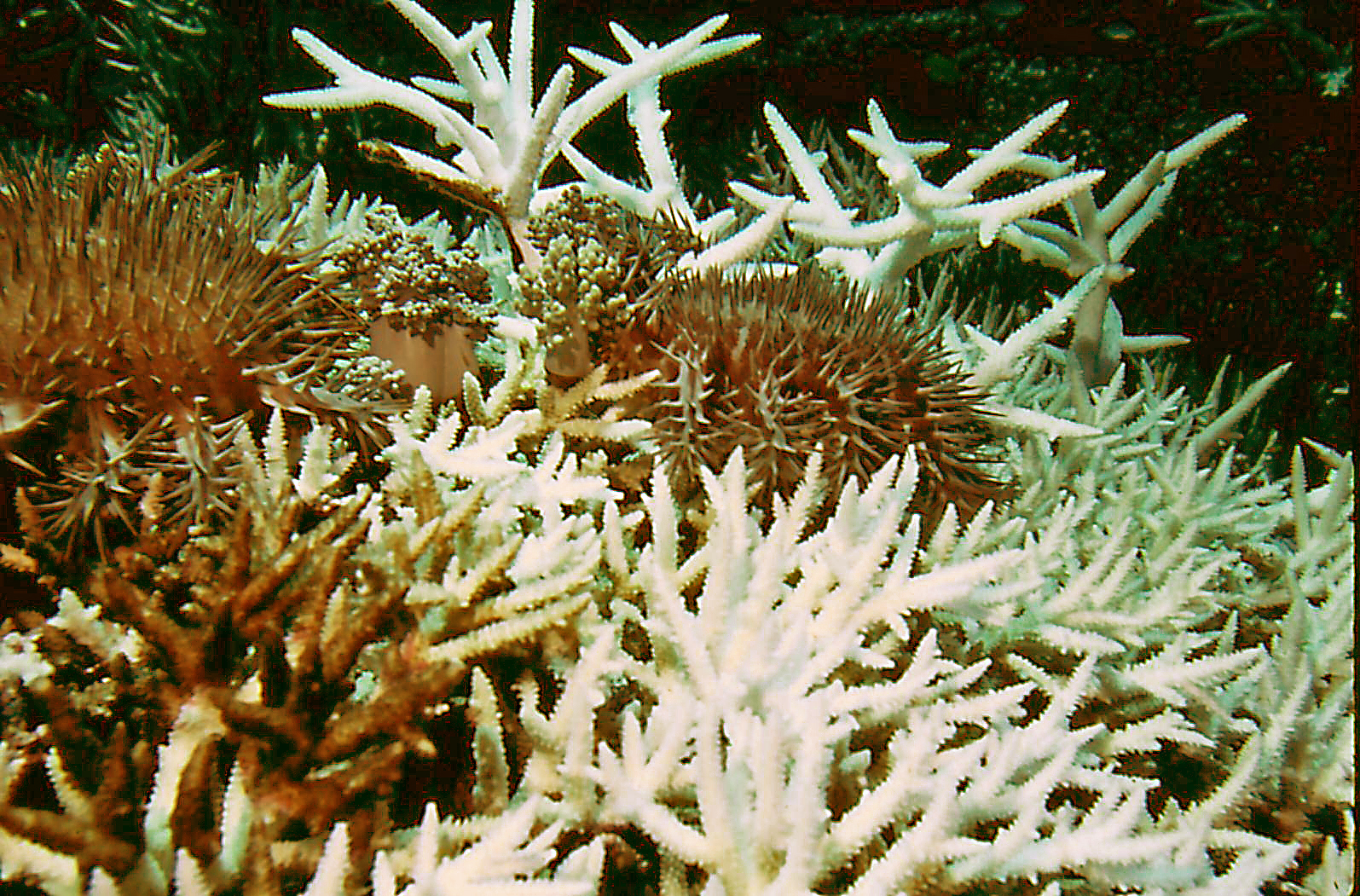
白化したサンゴを食べるオニヒトデ

サンゴの生育環境には悪化がみられるが、悪影響を与えている要因には自然的要因と人為的要因とがある。
- 自然的要因
  - 海水温の上昇[4] - サンゴの白化現象の原因と考えられている[4]。
  - オニヒトデ等による食害[4]
- 人為的要因
  - 生活排水の流入[4]
  - 家畜糞尿の流入[4]
  - 赤土の流出[4]

### 白化現象
近年、沖縄県八重山列島近海の石西礁湖や、世界遺産に認定されたサンゴ礁であるオーストラリアのグレートバリアリーフを含む多くの海域で、地球温暖化による海水温の上昇や海洋汚染など人間の活動が原因とみられるサンゴの白化現象（英: coral bleaching）が発生し、大きな問題となっている。サンゴは海水温が30度を越すと、サンゴと共生する褐虫藻が減少し、白化現象が発生する。サンゴは、この褐虫藻の光合成に頼ってエネルギーを補給しているが、これが失われるとサンゴは白化し、長期間続くとサンゴは死滅する。
日本においてこの被害が顕著であった1998年と2007年はマスコミからも大きく取り上げられ、サンゴの危機が全国に報じられた。
また、日焼け止めに含まれる化学物質が引き金となり低濃度でもサンゴの白化を誘発することが確かめられており、藍藻に有害なウイルスの増殖の誘発が同時に確認されているという。
地球温暖化をはじめとする人間の活動により、産業革命以前と比較して、全世界のサンゴは半分以下に減少している。

### 食害
サンゴを食害する生物としては、オニヒトデや、熱帯産の巻貝であるヒメシロレイシガイダマシが知られている。
オニヒトデは、1950年代後半に宮古島、1970年代に八重山列島で大発生し、サンゴ礁に大きな被害を及ぼした。沖縄本島では、1969年に恩納村で大発生した後、他の地域にも広がって、1980年代初頭までに健全なサンゴ礁が激減した。1990年代中頃までにオニヒトデの密度は正常に近くなり、サンゴ礁も回復したが、1996年には再び恩納村で大発生し、その後、慶良間諸島、粟国島、渡名喜島、伊是名島、伊平屋島でも大発生が起きている。
ヒメシロレイシガイダマシは、1976年に三宅島での大発生が報じられた。それ以降、太平洋岸のサンゴ礁は軒並み被害を受けているとされ、沖縄県知念沖、宮崎県串間、高知県大月町・室戸、愛媛県宇和海といった広い範囲で大発生が報告されている。各地では、サンゴ礁を保全するために駆除活動が行われている。